# Cryphaea lorentziana
Cryphaea lorentziana är en bladmossart som beskrevs av C. Müller 1882. Cryphaea lorentziana ingår i släktet Cryphaea och familjen Cryphaeaceae. Inga underarter finns listade i Catalogue of Life.